# Villers-en-Cauchies
Villers-en-Cauchies là một xã của tỉnh Nord, thuộc vùng Hauts-de-France, miền bắc nước Pháp.